# Kingston, Devon
Kingston är en by och en civil parish i South Hams i Devon i England. Orten har 387 invånare (2011).